# Argemone subalpina
Argemone subalpina är en vallmoväxtart som beskrevs av A. Mcdonald. Argemone subalpina ingår i släktet taggvallmor, och familjen vallmoväxter. Inga underarter finns listade i Catalogue of Life.